# Нижня Гусіха
Нижня Гусі́ха (рос. Нижняя Гусиха) — село у складі Усть-Пристанського району Алтайського краю, Росія. Адміністративний центр Нижньогусіхинської сільської ради.

## Населення
Населення — 655 осіб (2010; 775 у 2002).
Національний склад (станом на 2002 рік):
- росіяни — 97 %